# Charles Duits
Charles Duits (Neuilly-sur-Seine, 30 ottobre 1925 – Parigi, 4 aprile 1991) è stato uno scrittore, pittore e poeta francese.

## Biografia
Insieme alla famiglia, composta dalla madre americana e dal padre ebreo olandese, all'inizio della seconda guerra mondiale Charles Duits si rifugiò negli Stati Uniti, dove frequentò la Phillips Academy ed in seguito l'Università di Harvard. Malgrado avesse soltanto tredici anni, Charles si era reso conto di come l'Europa stesse affondando a causa del nazismo.
A New York Duits strinse amicizia con diversi artisti, fra cui Marcel Duchamp e, in particolare, con Matta: esperienze di cui trattò nel volume André Breton a-t-il dit passe. Frequentò anche Anaïs Nin, che lo citò nel proprio diario, e la regista Maya Deren. In quel periodo lesse di preferenza Rimbaud e Lautréamont; la sua vita venne scossa dall'incontro con André Breton, con cui Duits instaurò un’amicizia duratura. Pur essendo appena sedicenne, le sue poesie lo portarono ad essere considerato un poeta alla pari degli amici più maturi. Soltanto nel 1948, già tornato in patria, lo scrittore lasciò il gruppo surrealista.
Tra la fine degli anni cinquanta e l’inizio degli anni sessanta si legò al poeta Yves Bonnefoy. Iniziò ad interessarsi alle dottrine orientali oltre che alle opere di Eckhart, Blake e Gurdjieff, per poi frequentare i circoli spirituali ed esoterici parigini, diventando uno degli «adepti» di Georges Saint-Bonnet, su cui scrisse fra l’altro «La mort du patron», pubblicato all’interno di La conscience démonique. Autoproclamatosi veggente, produsse scritti eclettici costituiti da saggi su filosofia e spiritualità, oltre a racconti erotici.
Tramite l’amico David Hare, vicino ai nativi americani, Duits scoperse in seguito il peyote, la pianta sudamericana nota per gli alcaloidi psicoattivi, di cui l'autore sperimentò gli effetti in prima persona. Nel 1956 dichiarò che il peyote aveva dato uno scopo alla sua vita in quanto rivelatore il mondo reale, in grado di togliere la cortina che di solito offusca la vista. Ciò portò Duits a suggerire, nel saggio del 1979 Essai sur l'expérience hallucinogène, che una tale differenza dal pregiudizio con cui normalmente la pianta viene considerata dovrebbe portare alla modifica del termine allucinogeno in lucidogeno.
Appassionato lettore di Victor Hugo, Charles Duits apprezzava anche Paul Valéry al punto da interessarsi alla filosofia occidentale, e ad unirsi ai circoli che gravitavano intorno a Georges Bataille durante gli anni sessanta.
L'autore rinunciò alla pubblicazione della sua ultima opera, La Seule Femme vraiment noire, il racconto allucinato di un legame particolare ed appassionato con un'entità divina dalla pelle nera e di sesso femminile, che venne pubblicata postuma. Negli ultimi anni si dedicò principalmente alla pittura. Rinunciò a farsi curare contro la malattia che lo portò alla morte nel 1991.

## L'opera
Resosi conto fin dalla giovinezza di essere differente dagli altri, Duits consacrò la propria vita a coltivare tale differenza essenziale. Nel corso della propria ricerca esistenziale attraversò la poesia surrealista, la filosofia, lo spiritualismo, l’esoterismo e l’occulto. La ricerca di qualcosa di diverso dall’ordinario e dal reale avvenne attraverso la droga.
Indagatore dell'ombra, inventore di mondi fantastici, Duits esplorò sia l'immaginario che il reale, inseparabili ai suoi occhi e, in linea con il surrealismo, percepiti come non contraddittori: visioni ed allucinazioni facevano parte del reale. La meditazione, l'esperienza interiore, come il peyote oppure il sogno costituivano per l'autore delle strade di accesso al «paese puro», «il paese della chiarificazione» di una coscienza visionaria, ovvero «demoniaca», come egli stesso affermava. Duits considerava l’uomo popolato di sogni e di demoni, e «il sogno un alimento».
Duits affermò che «le persone come me vengono definite poeti quando possiedono il dono di esprimersi e folli quando non lo possiedono». L'autore era animato dal desiderio di un vero rinnovamento spirituale, al di fuori della Chiesa e delle idolatrie che si erano moltiplicate dopo «la morte di Cristo»; soltanto l’onirismo, «gli occhi dell’immaginazione», la percezione del «mistero del presente» sempre rifuggita e respinta, e la coscienza della «realtà come poesia» consentivano di «abitare il cosmo per intero».
Respingendo i limiti della conoscenza, Charles Duits si avventurò alle soglie del misticismo e della follia, aprendosi al mondo, liberandosi di ogni costrizione o resistenza. In tal modo una delle scoperte essenziali fu quella per la quale «l’essere è il mondo finché ne fa parte, non ci sono confini netti fra uomo ed universo, fra interiorità ed esteriorità». L’illuminazione che ricercava era fondata su tale «verità», per la quale «l’anima si nutre di gioia come il corpo si nutre di pane e lo spirito si nutre della ragione»
In riferimento alla poesia di Duits il poeta Ivan Alechinsky scrisse: «Per Duits esistono o l’ineffabile o il silenzio. Non riesce a concepire un impiego diverso di se stesso. Un rivoluzionario in nome delle proprie visioni; ciò che vede deve essere narrato. I versi di Charles Duits sono del tutto legati a qualche fiamma primitiva e divina, a ciò cui non può che esaltarsi» La sua scrittura rappresentava una lingua idealizzata, incantatoria, bella e dissonante ad un tempo, al di fuori delle regole, come nei brani di Fruit sortant de l'abîme (Frutto che esce dall’abisso), in cui il poeta affermava di essere esaltato dalle «forme gotiche dell’angoscia», dai «pesci delle grandi profondità», da «cavità bizzarre (l’interno di un orecchio di gatto)», da «qualsiasi cosa membranosa e inerente alle Gorgoni» che conferisse «un’idea stravolta della forza», e da  «alcune combinazioni verbali assurde, ammalianti», come «l’immaginazione degli strombi», che gli richiamavano alla mente «giovani gettate nel fango e forate da ogni parte, sotto la pioggia; i loro seni macchiati di fango; le loro natiche enormi e tremolanti. E il lampo, dalla lingua eburnea, leccare il ventre delle nubi, fra uno strano fogliame»

## Alcune opere
- 1954 - Le Mauvais mari
- 1967 - Le Pays de l'éclairement
- 1969 - André Breton a-t-il dit passe
- 1970 - La Salive de l'éléphant
- 1971 - Les Miférables
- 1971 - Ptah Hotep
- 1974 - La Conscience démonique[15]
- 1975 - Victor Hugo : le grand échevelé de l'air, ISBN 2-7144-3803-2
- 1978 - Nefer, ISBN 2-85199-167-1
- 1979 - Essai sur l'expérience hallucinogène
- 1993 - Fruit sortant de l'abîme, edita con la prefazione di Ivan Alechinsky, ISBN 978-2-909201-02-3
- 1994 - La Vie le fard de Dieu : journal 1968-1971, edita con la prefazione di Christian Le Mellec, ISBN 978-2-909201-08-5
- 2016 - La Seule Femme vraiment noire, pubblicata postuma con l'inserimento di Souvenirs de la Déesse e la prefazione di Emmanuel-Juste Duits, ISBN 978-2-911991-88-2.